# Xanthorhoe pentodonta
Xanthorhoe pentodonta là một loài bướm đêm trong họ Geometridae.